# Aare-Doubs
Als Aare-Doubs oder Aare-Sundgau-Strom wird in der Geologie eine gemeinsame Phase in der Entwicklungsgeschichte der Flüsse Aare und Hochrhein, sowie Doubs, Saône und Rhone bezeichnet.

## Erdgeschichtliche Einordnung
Die heutige Aare war als Aare-Doubs der Oberlauf eines zum Mittelmeer gerichteten Stromes und der heutige Hochrhein einer der Nebenflüsse (noch ohne den Alpenrhein). Der Aare-Doubs währte etwa vier Millionen Jahre; er entstand im Tertiär, gegen Ende des Pliozäns, und endete im älteren Pleistozän, vor etwa einer Million Jahren, als das Wasser aus Aare und Hochrhein den Weg durch die sich absenkende Oberrheinische Tiefebene zur Nordsee fand. Zuvor war die Aare der Oberlauf der Urdonau gewesen. Nach der Phase des Aare-Doubs wurde sie, bis heute, zum Hauptstrang im Flusssystem des Rheins.

## Namengebender Abschnitt im Burgund
Im ältesten Pliozän hob sich unter dem Einfluss der Heraushebung und Auffaltung der Alpen auch das spätere Jura-Gebirge an; die dabei entstandene Senke zwischen den Vogesen und dem noch wenig gehobenen Jura wurde von einem Fluss nach Südwesten entwässert, der im heutigen Elztal im Schwarzwald seinen Anfang nahm („Ur-Elz“). Zur Mitte des Pliozäns brach die Aare-Donau beim heutigen Waldshut nach Westen in dieses niedriger verlaufende Tal aus, das damit zur neuen Abflusslinie des einstigen Oberlaufs der Urdonau wurde. Im allmählich sich hebenden Jura-Plateau, etwa zwischen Montbéliard und Dole, räumte der Fluss den Vorläufer des tiefen Doubs-Tales aus. Weiter unterhalb, im nördlichen Rhone-Grabensystem, durchströmte der mäandrierende Fluss in der heutigen Bresse-Ebene einen großen, flachen See (Lac bressan). Seinen Nordteil verfüllte er mit einem weitläufigen, nach Westen gerichteten Flussdelta. Die Reste dieser lehmigen Schotter (beim heutigen Wald von Chaux) liegen unter einer jüngeren Schluff-Schicht. Vergleichbare Ablagerungen hat der Aare-Doubs auch weiter oberhalb, im Sundgau, hinterlassen.

## Unterer Abschnitt im Rhone-Graben
Sein Wasserreichtum aus Aare und Hochrhein machte den Aare-Sundgau-Strom bis zur Mündung in das Mittelmeer zum Hauptfluss. In ihn mündeten von rechts die Saône und beim heutigen Lyon von links die obere Rhone. Der Strom endete anfangs bereits wenig südlich von Lyon, da die aus der Zeit des ausgetrockneten Mittelmeers stammende Schlucht im gesamten Verlauf der unteren Rhone zunächst vom wieder angestiegenen Mittelmeer erfüllt war und erst dann allmählich von den Flusssedimenten des Aare-Sundgau-Stroms und der Rhone ausgefüllt wurde.